# Xã Rushseba, Quận Chisago, Minnesota
Xã Rushseba (tiếng Anh: Rushseba Township) là một xã thuộc quận Chisago, tiểu bang Minnesota, Hoa Kỳ. Năm 2010, dân số của xã này là 804 người.